# 로주나돌리나 (류블랴나)
로주나돌리나(슬로베니아어: Rožna Dolina)는 슬로베니아의 중부이자 수도인 류블랴나의 서남쪽 외곽에 있는 마을이다. 중앙슬로베니아 통계 지방에 속해 있다.